# 托馬斯·康奎爾
托馬斯·康奎爾（英語：Thomas Cocquerel，1989年9月6日—）是澳大利亞的一位演員。他出演過綁架海尼根、億萬男孩俱樂部等電影以及多部電視劇。2018年，康奎爾在一部關於艾羅爾·弗林的傳記電影中飾演主要角色。